# تابستان سام
تابستان سام (انگلیسی: Summer of Sam) فیلم ۱۴۲ دقیقه‌ای در سبک جنایی و درام به کارگردانی اسپایک لی که محصول سال ۱۹۹۹ کشور ایالات متحده است.

## خلاصه فیلم
جنایت‌های یک قاتل زنجیره‌ای در محله ایتالیایی-آمریکایی‌های جنوب برانکس میان اهالی ترس و وحشت بسیاری ایجاد کرده است…

## بازیگران
- جان لگویزمائو
- آدرین برودی
- میرا سوروینو
- جنیفر اسپوزیتو
- آنتونی لاپالیا
- بی‌بی نیوورتس
- بن گازارا
- جان سوج
- اسپایک لی
- مایک استار
- مایکل امپریولی
- جان تورتورو
- پتی لوپن
- برایان تارانتینا